# Mahmoud Ahmed Hamdy

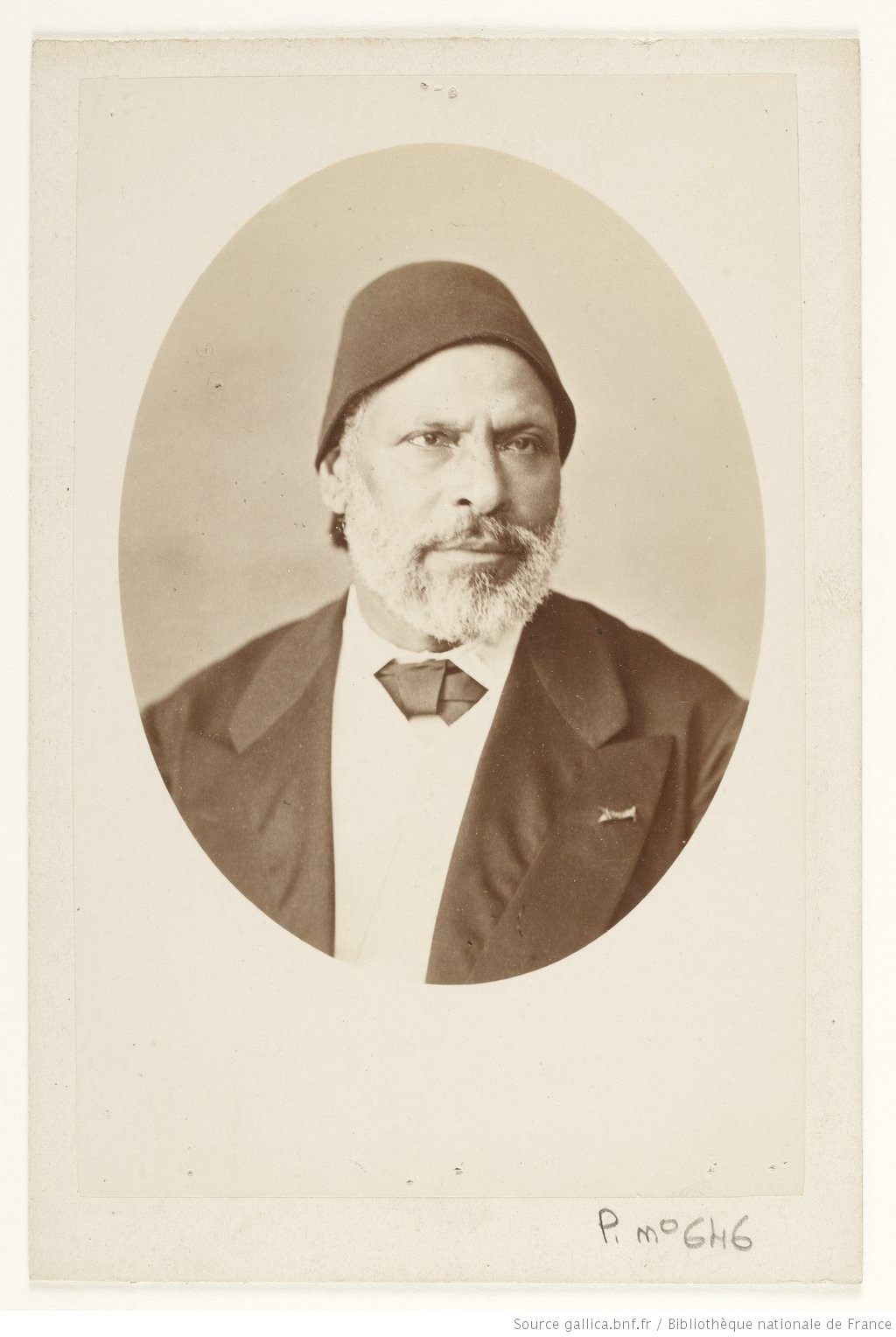
Mahmoud Ahmed Hamdy

Mahmoud Ahmed Hamdy, auch bekannt als Mahmoud El Falaki oder Mahmoud-Bey (* 1815 in Al-Hissa, Al-Gharbiyya; † 1885) war ein arabischer Ingenieur und Wissenschaftler berberischer Herkunft. Er studierte Mathematik und Astronomie und erhielt 1851 ein Stipendium, mit dem er nach Europa ging, um zu studieren. Als er zurückkam, wurde er damit beauftragt, Karten von Ägypten zu zeichnen. Er fertigte das erste vollständige Kartenwerk Ägyptens an. Er begann auch mit systematischen archäologischen Untersuchungen in Alexandria. Napoleon III. wünschte sich für sein geplantes, monumentales „Histoire de Jules César“ einen genauen Stadtplan des antiken Alexandria und bat den Vizekönig von Ägypten Ismail Pascha um Hilfe, der seinen Astronomen Mahmoud Ahmed Hamdy mit der Anfertigung einer antiken Karte der Stadt beauftragte. Dieser führte mit 200 Arbeitern zwischen 1863 und 1865 Grabungen in der Stadt durch und konnte 1866 einen Plan vorlegen, der auch heute noch Gültigkeit hat und durch neuere Untersuchungen immer wieder bestätigt wird.